# Anis Boussaïdi
Anis Boussaïdi, född 10 april 1981 i Le Bardo, Tunisien, är en tunisisk fotbollsspelare som 2012 spelar högerback för Tavrija Simferopol i ukrainska ligan. Han började sin karriär i Stade Tunisien.